# 黑森-卡塞爾的夏洛特
黑森-卡塞爾的夏洛特（德語：Charlotte von Hessen-Kassel，1627年11月20日—1686年3月26日），普法爾茨選侯夫人，黑森-卡塞爾領地伯爵威廉五世的女兒。其長女伊麗莎白·夏洛特嫁給了法國國王路易十四之弟奧爾良公爵菲利普一世。

## 家庭
1650年，夏洛特與普法爾茨選侯卡爾一世·路德維希結婚，兩人共有1子1女：
1. 卡爾二世（1651年—1685年），普法爾茨選侯
2. 伊莉莎白·夏洛特（1652年—1722年），奧爾良公爵夫人